# 吉岡順作

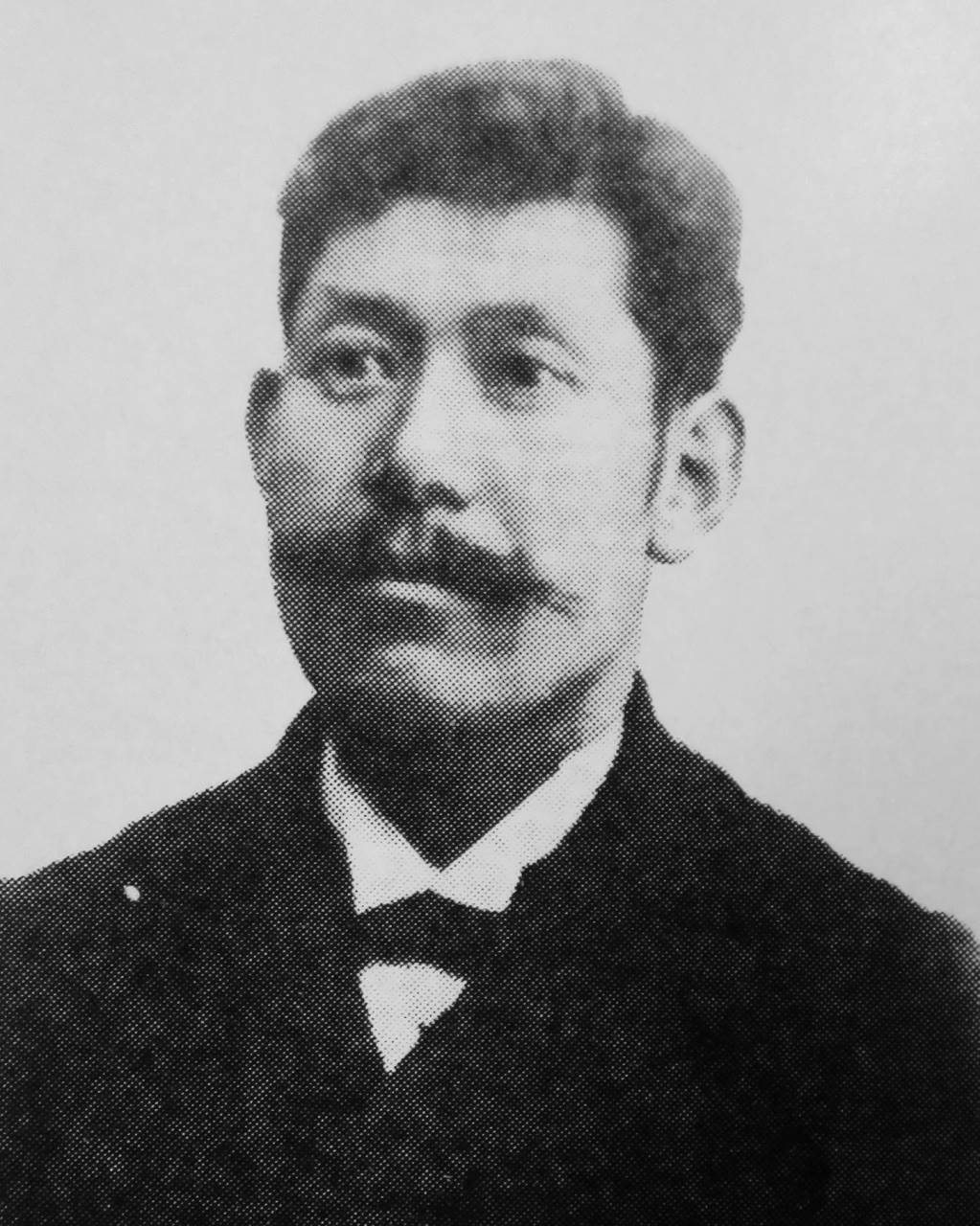
吉岡順作

吉岡 順作（よしおか じゅんさく、元治元年10月11日（1864年11月10日） - 昭和19年（1944年）9月3日）は、山梨県出身の医師。

## 略歴
甲斐国山梨郡徳条村（現・笛吹市春日居町）に、医家であった父・応治の長男として生まれる。明治12年（1879年）に山梨県立医学校に入学し、明治16年（1883年）3月に徽典館医学科（山梨県立医学校から改名）を卒業後、東京に出て田代基徳について医学を修め済生学舎に通学し、明治20年（1887年）4月に医師開業免状を受け東八代郡石和村に医院を開業。明治21年（1888年）3月には西山梨郡甲運村（現・甲府市）に移転、その後、明治23年（1990年）に東山梨郡岡部村、明治30年代に生春医院の名称で石和村、明治40年（1907年）に甲府市富士川町に移転している。また、その間、明治33年（1900年）5月には東八代郡医師会長、明治38年（1905年）5月には山梨県医師会長を務めている。

## 山梨県地方病研究の端緒
山梨県内における地方病 (日本住血吸虫症)撲滅に尽くした医師の一人であり、地方病の病体解剖への道を開いた吉岡は、自身が著した『地方病（日本住血吸虫病）病原虫の石灰死滅に関する研究』昭和13年（1938年）刊において、地方病研究の端緒について記している。

## 著作
- 『家庭衛生論』明治41年（1908年）刊
- 『学校衛生論』明治42年（1909年）刊
- 『日本住血吸虫病予防ノ予報』明治43年（1910年）刊
- 『簡易学校衛生一斑』明治44年（1911年）刊
- 『山梨地方病ノ予防』大正元年（1912年）刊
- 『十二指腸虫病ノ予防』大正2年（1913年）刊
- 『国民ト体育』大正3年（1914年）刊
- 『第二国民ト体育』大正7年（1918年）刊
- 『体育百話』大正10年（1921年）刊
- 『体育ト栄養』大正11年（1922年）刊
- 『衛生上ヨリ見タル国民教育ノ改善策』昭和10年（1935年）刊
- 『地方病（日本住血吸虫病）病原虫の石灰死滅に関する研究』昭和13年（1938年）刊